# خانه گردهمایی دوستان آرک استریت
خانه گردهمایی دوستان آرک استریت، در پلاک ۳۲۰ خیابان آرک در نبش خیابان چهارم در محله شهر قدیمی فیلادلفیا، پنسیلوانیا، خانه اجتماع انجمن مذهبی دوستان (کوئیکرها) است. این ساختمان که برای انعکاس شهادت دوستان در مورد سادگی و برابری ساخته شده است، این خانه پس از بیش از دو قرن استفاده مداوم، تغییر چندانی نکرده است.
بنیانگذار پنسیلوانیا و کواکر ویلیام پن در سال ۱۷۰۱ زمینی را به انجمن دوستان واگذار کرد تا از آن به عنوان محل دفن استفاده شود. بال شرقی و مرکز سالن اجتماعات بین سال‌های ۱۸۰۳ و ۱۸۰۵ بر اساس طرحی توسط نجار کواکر اوون بیدل جونیور ساخته شد این ساختمان در سال‌های ۱۸۱۰–۱۸۱۱ با اضافه شدن بال غربی بزرگ شد. معماران والتر فریس پرایس و موریس اند ارسکاین نیز در طراحی و ساخت این ساختمان مشارکت داشته‌اند. شرکت کوپ اند لیپینکات فضای داخلی بال شرقی را بازسازی کرد و بخش دو طبقه را در پشت ساختمان مرکزی در سال‌های ۱۹۶۸–۱۹۶۹ طراحی کرد.
امروز، خانه اجتماع همچنان مرکز عبادت و فعالیت‌های نشست ماهانه دوستان فیلادلفیا و نشست سالانه فیلادلفیا است.
اعضای برجسته انجمن مذهبی دوستان که در این جلسه عبادت می‌کردند عبارتند از سارا و آنجلینا گریمکه مدافعان حقوق زنان و طرفداران لغو لغو قانون. ادوارد هیکس، نقاش مشهور و پسر عموی الیاس هیکس نیز در این جلسه شرکت کرد.
این مجمع در سال ۱۹۷۱ در فهرست ملی اماکن تاریخی ثبت شد و در سال عنوان یک بنای تاریخی ملی اعلام شد. نامگذاری اخیر در نتیجه این بود که این ساختمان تنها اثر مستند باقی مانده از اوون بیدل است.

## تشییع‌جنازه‌های مهم
زمینی که خانه اجتماع بر روی آن ساخته شد، اولین محل دفن کوئیکرها در فیلادلفیا بود. اگرچه این طرح به‌طور رسمی توسط ویلیام پن در سال ۱۷۰۱ به انجمن دوستان داده شد، اما از سال ۱۶۸۳ دفن‌ها در اینجا انجام می‌شد. بر اساس گزارش‌ها، کویکرها در کنار «هندی‌ها، سیاه‌پوستان و غریبه‌ها» در اینجا دفن شدند.
مراسم تدفین قابل توجه در این محل عبارتند از:
- چارلز براکدن براون (۱۷۷۱–۱۸۱۰) اولین رمان‌نویس آمریکایی (ویلند)[۷][۱۱]
- ساموئل کارپنتر (۱۷۱۴–۱۶۴۹) و بیشتر خانواده‌اش و برادرش آبراهام کارپنتر (غیر عضوی که با یک کوئیکر ازدواج کرد) در گورستان دوستان دفن شدند. ساموئل معاون فرماندار تحت ویلیام پن و «اولین خزانه دار» پنسیلوانیا بود.
- لیدیا دارا (۱۷۲۸–۱۷۸۹)، جاسوس جنگ انقلابی[۱۲]
- جان اکلی (۱۶۵۲–۱۶۹۰)، اولین خریدار، تاجر و قاضی دادگاه استانی در فیلادلفیا.[۱۳]
- جیمز لوگان (۱۶۷۴–۱۷۵۱)، منشی ویلیام پن[۷][۱۱]
- ساموئل نیکلاس (۱۷۴۴–۱۷۹۰)، بنیانگذار و اولین فرمانده سپاه تفنگداران دریایی ایالات متحده.[۷] هر روز ۱۰ نوامبر، تفنگداران دریایی در سپیده دم قبر او را با تاج گل می‌نشانند.[۱۴]
- رابرت والن (۱۷۶۵–۱۸۳۶)، نماینده کنگره آمریکا
- توماس وین (۱۶۲۷–۱۶۹۱)، پزشک شخصی ویلیام پن و یکی از ساکنان اصلی فیلادلفیا در استان پنسیلوانیا. او که در ولز به دنیا آمد، پن را در سفر اصلی خود به آمریکا با کشتی خوش آمدید همراهی کرد.
- کاسپار ویستار (۱۷۶۱–۱۸۱۸)، پزشک آمریکایی، استاد کالبدشناسی و نایب رئیس انجمن فلسفی آمریکا. ویستار قبل از پیوستن لوئیس به ویلیام کلارک در اکسپدیشن برای عبور از بخش غربی قاره، مریوتر لوئیس را راهنمایی کرد.[۱۵]

## نگارخانه

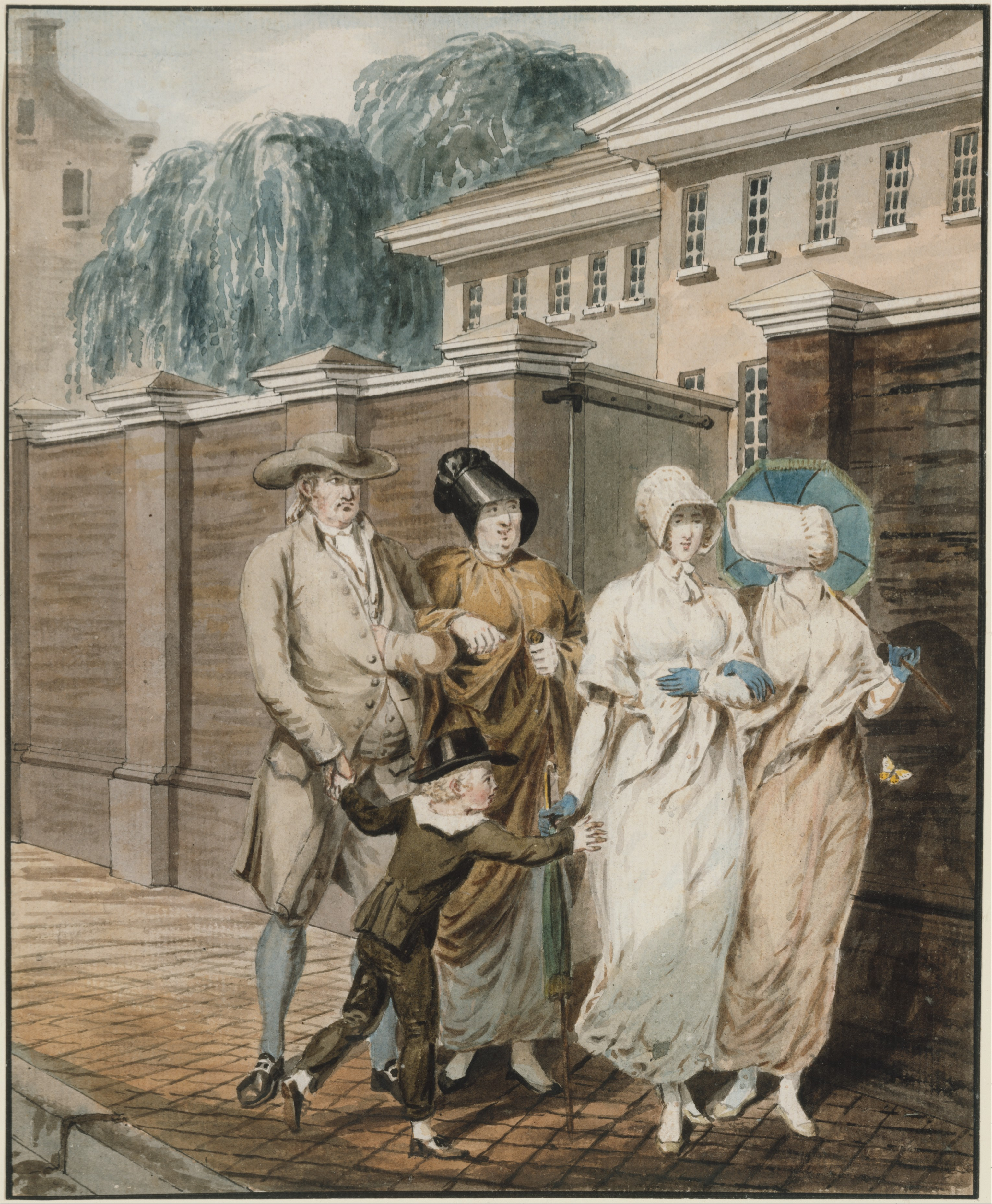
جان لوئیس کریمل، "صبح یکشنبه" (حدود ۱۸۱۳)
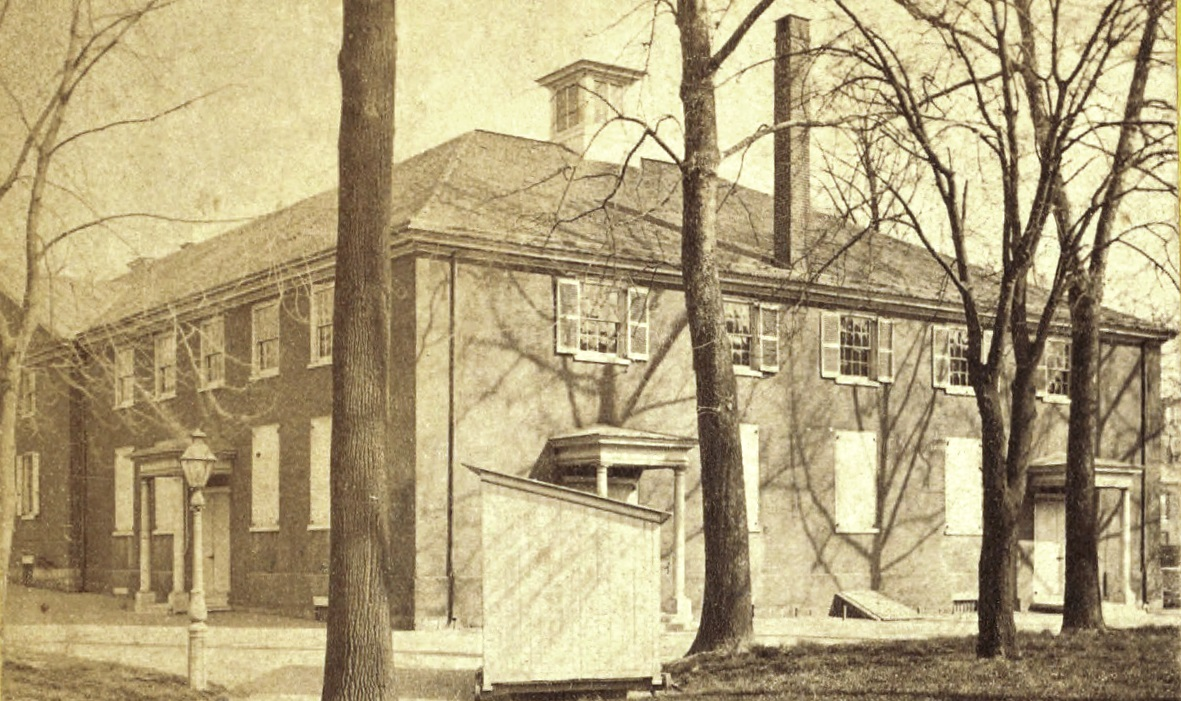
در اواخر قرن ۱۹
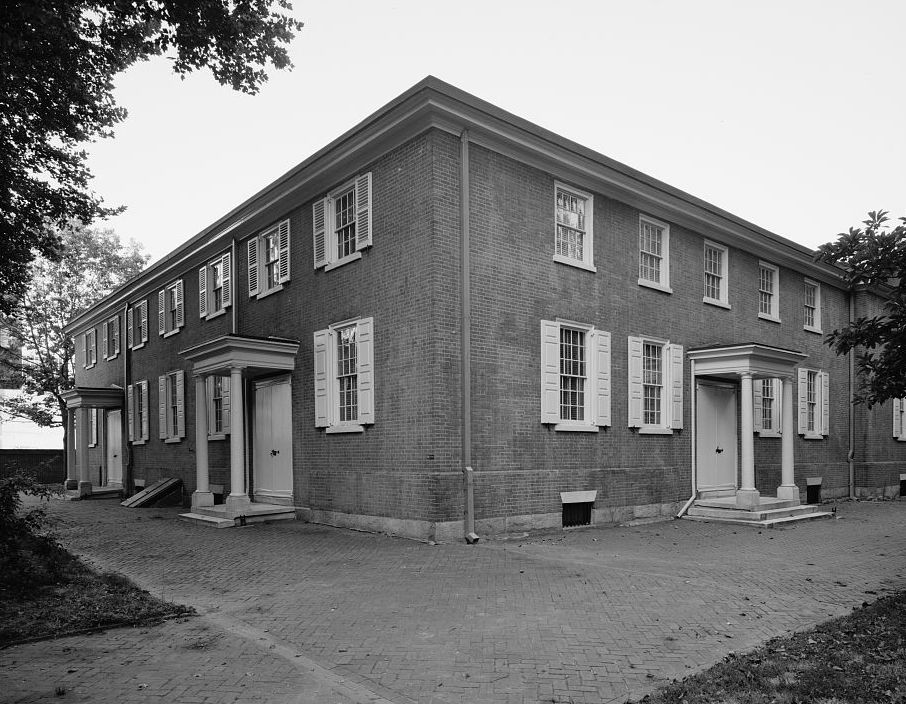
گوشه شمال غربی (۱۹۷۴)، عکس جک ای. بوچر
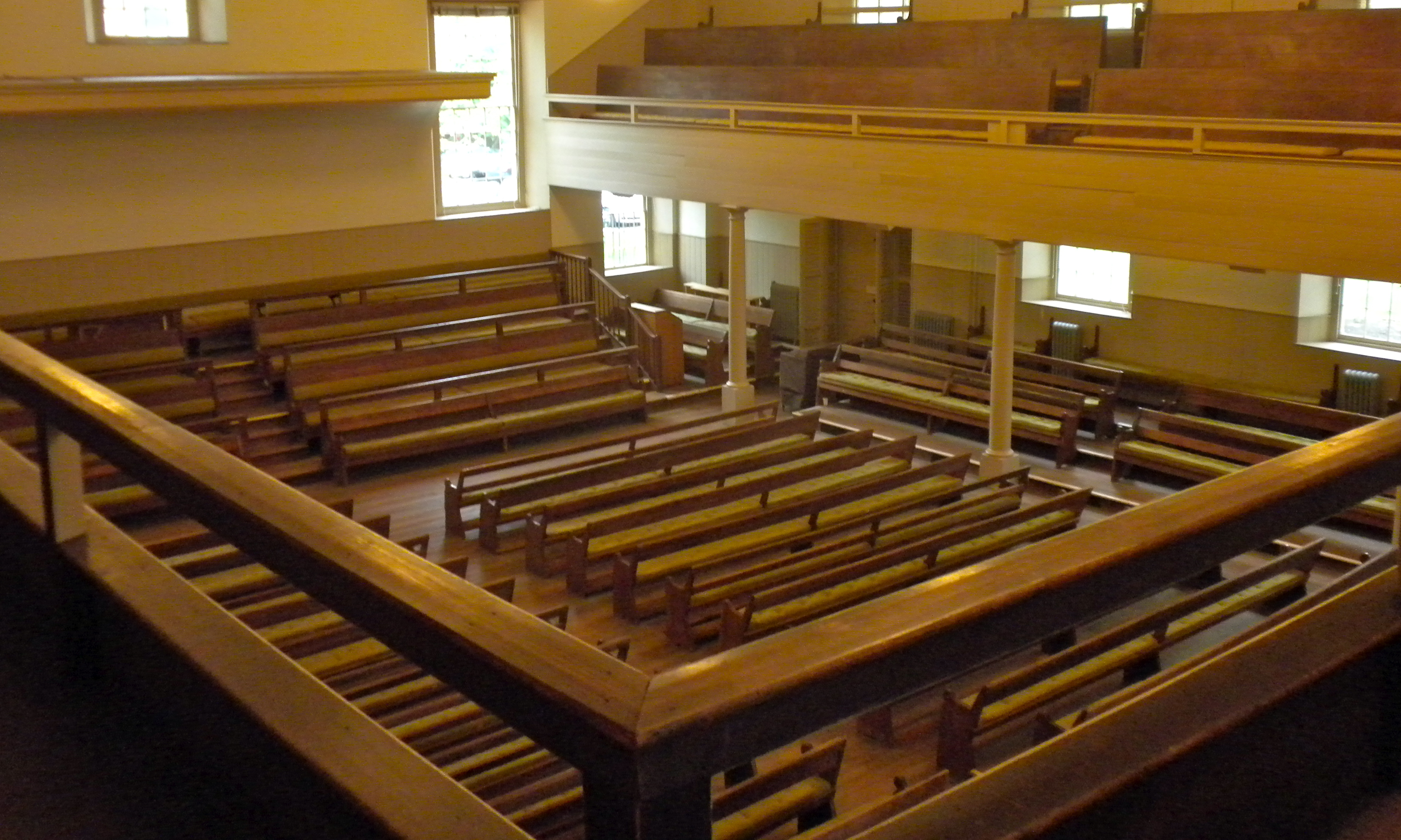
نمای درونی (۲۰۱۰)
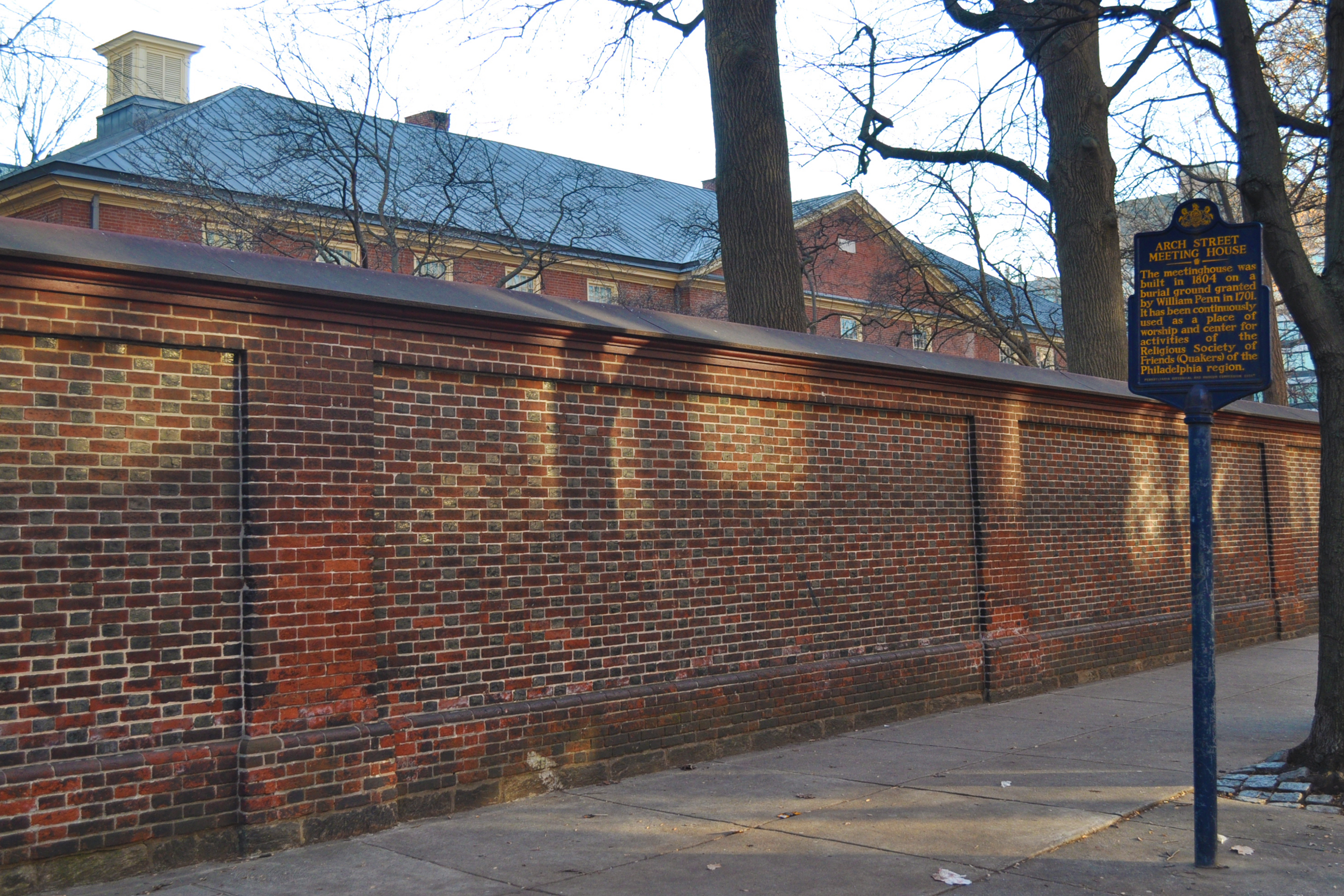
موقعیت تاریخی